# Лошият Дядо Коледа
„Лошият Дядо Коледа“ (на английски: Bad Santa) е американска коледна черна комедия от 2003 г. на режисьора Тери Звигоф, а сценарият е на Глен Фикара и Джон Рекуа. Във филма участват Били Боб Торнтън, Тони Кокс, Лорън Греъм, Брет Кели, Лорън Том, Джон Ритър и Бърни Мак. Това е последната филмова поява на актьора Ритър преди смъртта му на 11 септември 2003 г. Братята Коен служат като изпълнителни продуценти на филма. Премиерата на филма е на 26 ноември 2003 г., и е екранизиран във филмовия фестивал в Кан през 2004 г.
Продължението – „Лошият Дядо Коледа 2“, е пуснат на 23 ноември 2016 г.

## Актьорски състав
- Били Боб Торнтън – Уили Соук
- Тони Кокс – Маркъс
- Брет Кели – Търман Мърман
- Лорън Греъм – Сю
- Лорън Том – Лоис
- Бърни Мак – Джин
- Джон Ритър – Боб Чипеска
- Алекс Борстийн – Майка от Миуоки
- Били Гардел – Пазач от Миуоки
- Брайън Колън – Барман от Маями
- Том Макгоуън – Харисън
- Макс Ван Вили – Побойник със скейтборд
- Октавия Спенсър – Опал
- Райън Пинкстън – Джебич
- Мат Уолш – Хърб
- Итън Филипс – Роджър Мърман
- Джон Бънел – Шеф на полицията
- Клорис Лийчман – Баба
- Кери Росал – Полицай

## В България
На 26 декември 2022 г. е излъчен по Фокс с български дублаж, записан в Андарта Студио. Екипът се състои от:
| Преводач            | Николай Терзиев                                                         |
| Редактор            | Милена Павлова                                                          |
| Тонрежисьор         | Галина Наумова                                                          |
| Режисьор на дублажа | Чавдар Монов                                                            |
| Озвучаващи артисти  | Елена Грозданова Гергана Стоянова Васил Бинев Христо Узунов Сотир Мелев |